# Bailalo a lo loco
«Bailalo a lo loco» es una canción del dúo puertorriqueño de musica reguetón Jowell & Randy en colaboración con el grupo mexicano de música tribal 3BallMTY. La canción se lanzó el 7 de agosto de 2013 por Rimas Music como el segundo sencillo oficial del álbum Sobredoxis.

## Vídeo musical
El video musical se estrenó en el canal de YouTube del dúo el mismo dia de lanzamiento en agosto de 2013, el cual fue dirigido por Alejandro Santiago.  Se puede apreciar al dúo como a varias parejas de distintos países de distintas partes del mundo como Estados Unidos, México, Italia, India, entre otros.

## Posicionamiento en listas
| Listas (2020)                    | Mejor posición |
| -------------------------------- | -------------- |
| Estados Unidos (Hot Latin Songs) | 34             |